# Vuelta Ciclista del Uruguay 1951
La 8ª edición de la Vuelta Ciclista del Uruguay se llevó a cabo entre el 17 y el 25 de marzo de 1951. Organizada en 10 etapas, se llevaron a cabo 9, ya que la 3.ª, entre Rocha y Treinta y Tres, fue anulada.
Próspero Barrios, del club Intrépido de la ciudad de Rocha, se erigió vencedor al culminar los 1272 km con que contó la prueba.
En esta 8.ª edición se utilizó por primera vez la malla oro para identificar al líder de la clasificación general, siendo Carlos Gonella el primer ciclista en recibirla.

## Etapas
| Etapa      | Fecha       | Recorrido            | km  | Ganador de la etapa                  | Líder de la clasificación general   |
| 1.ª etapa  | 17 de marzo | Montevideo-Maldonado | 173 | Carlos Gonella (Surcos)              | Carlos Gonella (Surcos)             |
| 2.ª etapa  | 17 de marzo | Maldonado-Rocha      | 88  | Virgilio Pereyra (Belvedere)         | Carlos Gonella (Surcos)             |
| 3.ª etapa  | -           | Rocha-Treinta y Tres | -   | Anulada                              | Carlos Gonella (Surcos)             |
| 4.ª etapa  | 19 de marzo | Treinta y Tres-Melo  | 116 | Luis Ángel de los Santos (Belvedere) | Aníbal Donatti (Peñarol)            |
| 5.ª etapa  | 20 de marzo | Melo-Treinta y Tres  | 116 | Luis Ángel de los Santos (Belvedere) | Aníbal Donatti (Peñarol)            |
| 6.ª etapa  | 21 de marzo | Treinta y Tres-Minas | 180 | Virgilio Pereyra (Belvedere)         | Justo Lucerna (Nacional)            |
| 7.ª etapa  | 22 de marzo | Minas-Florida        | 149 | Próspero Barrios (Intrépido, Rocha)  | Próspero Barrios (Intrépido, Rocha) |
| 8.ª etapa  | 23 de marzo | Florida-Durazno      | 93  | Wilson González (U.C. Maragata)      | Próspero Barrios (Intrépido, Rocha) |
| 9.ª etapa  | 24 de marzo | Durazno-San José     | 144 | Luis Pedro Serra (U.C. Maragata)     | Próspero Barrios (Intrépido, Rocha) |
| 10.ª etapa | 25 de marzo | San José-Montevideo  | 113 | Luis Ángel de los Santos (Belvedere) | Próspero Barrios (Intrépido, Rocha) |

## Clasificación final
| \| 1. \| Próspero Barrios \| Uruguay \| Intrépido, Rocha Uruguay \| 33h 12' 54s \| \| 2. \| Mario Debenedetti \| Italia \| Peñarol Uruguay \| a 2' 32" \| \| 3. \| Luis Ángel de los Santos \| Uruguay \| Belvedere Uruguay \| a 6' 15" \| \| 4. \| Luis Alberto Rodríguez \| Uruguay \| Tacuarembó Uruguay \| a 6' 26" \| \| 5. \| Luis Pedro Serra \| Uruguay \| U.C. Maragata Uruguay \| a 8' 10" \| \| 6. \| Juan Fassini \| Uruguay \| El Límite Uruguay \| a 12' 36" \| \| 7. \| Juan Silva \| Uruguay \| Belvedere Uruguay \| a 13' 50" \| \| 8. \| Óscar Pintos \| Uruguay \| Liverpool Uruguay \| a 14' 51" \| \| 9. \| Serasi Ghan \| Uruguay \| San José Uruguay \| a 14' 53" \| \| 10. \| Dante Sudatti \| Uruguay \| Peñarol Uruguay \| a 16' 13" \| |                          |         |                          |             |
| 1. | Próspero Barrios         | Uruguay | Intrépido, Rocha Uruguay | 33h 12' 54s |
| 2. | Mario Debenedetti        | Italia  | Peñarol Uruguay          | a 2' 32"    |
| 3. | Luis Ángel de los Santos | Uruguay | Belvedere Uruguay        | a 6' 15"    |
| 4. | Luis Alberto Rodríguez   | Uruguay | Tacuarembó Uruguay       | a 6' 26"    |
| 5. | Luis Pedro Serra         | Uruguay | U.C. Maragata Uruguay    | a 8' 10"    |
| 6. | Juan Fassini             | Uruguay | El Límite Uruguay        | a 12' 36"   |
| 7. | Juan Silva               | Uruguay | Belvedere Uruguay        | a 13' 50"   |
| 8. | Óscar Pintos             | Uruguay | Liverpool Uruguay        | a 14' 51"   |
| 9. | Serasi Ghan              | Uruguay | San José Uruguay         | a 14' 53"   |
| 10. | Dante Sudatti            | Uruguay | Peñarol Uruguay          | a 16' 13"   |